# Jerzy Skoczek (bokser)
Jerzy Skoczek (ur. 23 kwietnia 1946) – polski bokser, wielokrotny medalista mistrzostw Polski.

## Życiorys
Występował w wadze ciężkiej (powyżej 81 kg). Został w niej mistrzem Polski w 1976, wicemistrzem w 1972, 1974 i 1975 oraz brązowym medalistą w 1968, 1973 i 1978. Zdobył drużynowe mistrzostwo Polski z Turowem Zgorzelec w 1970 oraz z Gwardią Warszawa w 1972, 1974, 1976, 1978 i 1979.
W latach 1972–1978 czterokrotnie wystąpił w reprezentacji Polski, raz wygrywając i trzykrotnie przegrywając.
Zajął 3. miejsce w Spartakiadzie Gwardyjskiej w 1977 oraz 2. miejsce w 1978.
Występował w Polonii Warszawa, Turowie Zgorzelec i Gwardii Warszawa.